# Xico Chaves
Xico Chaves, nome artístico de Francisco de Assis Chaves Bastos (Tiros, Minas Gerais, 6 de fevereiro de 1948) é um letrista, poeta, artista plástico, produtor cultural, pesquisador, professor e jornalista brasileiro.

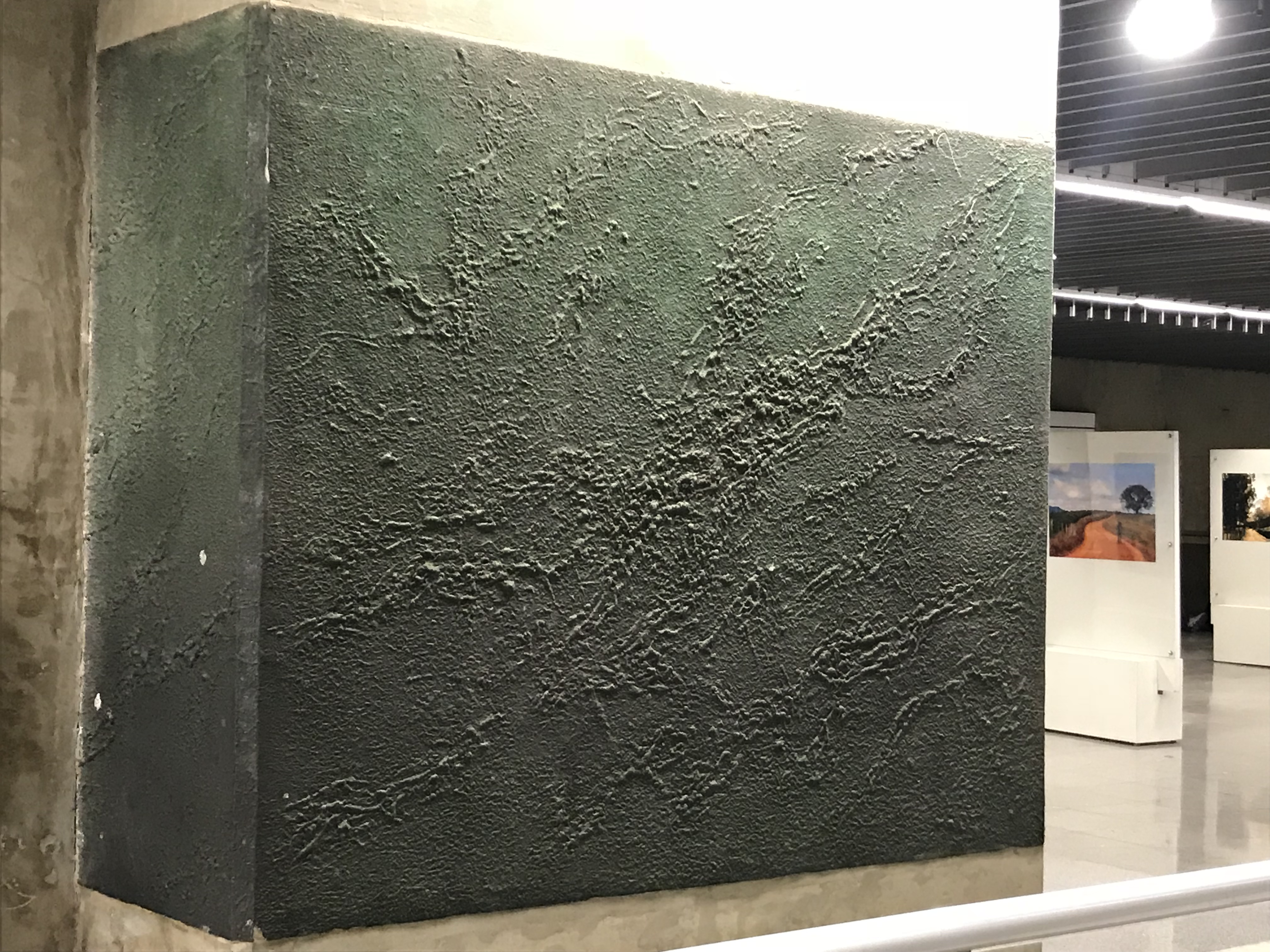
Século XXI - Resíduos e Vestígios - Luz da Matéria (1991), obra de Chaves exposta na estação República.

## Biografia
Natural de Tiros, Xico Chaves formou-se em Artes e Ciência da Comunicação pela Universidade de Brasília (UnB) e Centro Universitário de Brasília entre 1967 e 1972. Além disso, é Notório Saber em Artes Visuais pela Universidade de Brasília (UnB).
Em dezembro de 1973, juntamente com Jards Macalé, organizou o show Banquete dos Mendigos. A apresentação resultou no álbum homônimo produzido por Macalé e Xico Chaves, que só foi liberado para lançamento em 1979.
Possui centenas de composições gravadas por diversos artistas da MPB, como Jards Macalé, Nara Leão, Caetano Veloso, Elza Soares, MPB-4, Geraldo Azevedo, Antonio Adolfo, Abidoral Jamacaru, Vinícius Cantuária, Roberto Menescal, Elba Ramalho, Zé Renato, entre outros.
Atualmente é professor da Escola de Artes Visuais do Parque Lage.

## Obras
- Pássaro verde (1967)
- Pipa (1976)
- Purpurina (1977)
- Urucumfumaça (1979)
- Poeta clandestino (1986)